# Авраамий (Терешкевич)
Архимандри́т Авра́амий (в миру Александр Николаевич Терешкевич; 1 марта 1900, Санкт-Петербург — 9 мая 1974, Розе-ан-Бри, Сена и Марна, Франция) — архимандрит Архиепископии русских православных приходов в Западной Европе и Русской православной церкви, священник и настоятель русских православных храмов в Марокко, Франции и Нидерландах. 

## Семья и образование
Родился в дворянской семье Терешкевичей, сын военного, в 1917 году окончил Владимирский Киевский кадетский корпус, в 1918 году поступил на юридический факультет в Императорский университет Святого Владимира в Киеве, с 1919 года - принимал участие в Гражданской войне, служил в рядах Добровольческой армии и в армии Деникина.

## В эмиграции
В 1920 году эвакуировался из Одессы, жил Салониках в Греции, переехал в Египет.
С 1922 года - в Софии, Болгария, где до 1926 года учился на юридическом факультете Софийского университета, принимал активное участие в работе Русского студенческого христианского движения (РСХД), был  председателем софийского студенческого православного кружка. 
В 1926 году переехал во Францию, поступил в Свято-Сергиевский православный богословский институт в Париже.

### Священнослужитель
5 марта 1927 года пострижен в монашество
20 марта 1927 года рукоположен в сан иеродиакона
3 июля 1927 года в храме Сергиевского подворья в Париже митрополитом Евлогием (Георгиевским) рукоположен в сан иеромонаха
17 декабря 1928 года назначен настоятелем церкви Святого Николая Чудотворца в Южине, департамент Верхняя Савойя в регионе Рона–Альпы на юго-востоке Франции.
15 декабря 1930 года направлен в Марокко помощником настоятеля Воскресенской церкви в  Рабате архимандрита Варсонофия (Толстухина), служил настоятелем  Свято-Троицкой церкви при фосфатном предприятии в Хурибге, где также состоял служащим при заводском управлении.
Из воспоминаний владыки Евлогия:

Молодой настоятель, живой, горячий, но приятный в обращении, сумел сплотить прихожан вокруг себя…К сожалению, через несколько лет (я) огорчил приход, отняв от него о. Авраамия… Я послал его в Африку с миссионерской целью, считая ее соответствующей его монашескому пути. Однако там никакой миссионерской работы нет, а прихожан мало— Евлогий (Георгиевский). Путь моей жизни. М: Московский рабочий, 1994.
В 1937 году по состоянию здоровья вернулся во Францию
С 1 октября 1937 года назначен настоятелем Крестовоздвиженской церкви в Сен-Морис (Валь-де-Марн)
С 27 марта 1939 года по 15 августа 1943 года - сверхштатный священник при Воскресенской женской обители и приюте в Розе-ан-Бри 
17 апреля 1943 года - возведен в сан игумена
15 августа 1946 года перешел в юрисдикцию Московского Патриархата, назначен ключарем в Храм Трёх Святителей (Париж)
24 ноября 1946 года переведен в Гаагу
15 мая 1947 года по 1 августа 1949 года служил настоятелем Покровской церкви в городе Лион
26 апреля 1948 года возведен в сан архимандрита
С 1 апреля 1950 года - вновь в Воскресенской женской обители и приюте в Розе-ан-Бри
В 1954 году вернулся в Западноевропейский экзархат русских приходов
С 23 октября 1954 года по 1957 год был настоятелем Свято-Троицкой церкви в Озуар-ля-Ферьер в предместье Парижа
В 1957 году - 1974 году - опять в обители в Розэ-ан-Бри
Похоронен на кладбище в Муазен-ле-Гран